# Paroeme annulipes
Paroeme annulipes là một loài bọ cánh cứng trong họ Cerambycidae.